# Strada nazionale 3 (Marocco)
La strada nazionale 3 (N 3) in Marocco è una strada che collega Dakhla a Auserd.
È una strada priva di intersezioni con altre strade, unica eccezione è quella con l'inizio della strada nazionale 1.

## Sezioni

### Sezione Dakhla-Aouserd
La lunghezza di questa strada è di 216 km e passa per il comune di Auserd.

## Tabella percorso
| N 3 Strada nazionale 3 |                                     |      |      |                            |
| Tipo                   | Indicazione                         | ↓km↓ | ↑km↑ | Prefettura/Provincia       |
|                        | Strada nazionale 1 (Marocco) Dakhla |      | 0    | Provincia di Oued Ed-Dahab |
|                        | Auserd                              |      | 216  | Provincia di Aousserd      |